# Sère, Gers
Sère är en kommun i departementet Gers i regionen Occitanien i sydvästra Frankrike. Kommunen ligger i kantonen Masseube som tillhör arrondissementet Mirande. År 2022 hade Sère 77 invånare.

## Befolkningsutveckling
Antalet invånare i kommunen Sère
Referens:INSEE